# 107 هـ
107 هـ هي سنة في التقويم الهجري امتدت مقابلةً في التقويم الميلادي بين سنتي 725 و726.

## مواليد
- يحي بن زيد
- الفضيل بن عياض
- سفيان بن عيينة
- علي بن عاصم الواسطي
- يحيى بن زيد

## وفيات
- القاسم بن محمد بن أبي بكر
- سليمان بن يسار
- عنبسة بن سحيم الكلبي
- وفاة عمر بن هبيرة والي بني أمية على العراقين.